# 7947 Toland
7947 Toland è un asteroide della fascia principale. Scoperto nel 1992, presenta un'orbita caratterizzata da un semiasse maggiore pari a 2,2294148 UA e da un'eccentricità di 0,0760907, inclinata di 5,18212° rispetto all'eclittica.